# Buchholz (Büllingen)
Buchholz ist ein Weiler in der Großgemeinde Büllingen in der Deutschsprachigen Gemeinschaft (DG) im äußersten Osten Belgiens. Buchholz zählt 7 Einwohner, die sich auf 4 Haushalte verteilen. Es liegt knapp 6 Kilometer südöstlich des Hauptorts Büllingen und knapp 2 Kilometer westlich der deutschen Grenze bei Losheimergraben.